# Nafar
Die Nafar sind eine turksprachige Ethnie im Iran (Provinzen Fars und Teheran). Sie sind nomadisch und leben hauptsächlich am südlichen Zagrosgebirge. 1932 machten die Nafar bei der amtlichen Volkszählung 3.500 Familien aus.

## Geschichte
Die Nafar entstanden in Persien, als sich oghusische Stämme mit Teilen der Araber und Lor verbanden. Ihre Sprache gehört zur südlichen Gruppe der Oghussprachen. Die Nafar standen lange unter der Dominanz der Kaschgai und schlossen sich 1861/62 mit den Baharlu und anderen zur Stammesföderation der Khamseh zusammen.
Die Nafar werden vielfach mit den Baharlu gleichgesetzt, da beide Stämme lange Zeit gemeinsame Oberhäupter hatten.